# Ultra HD Blu-ray

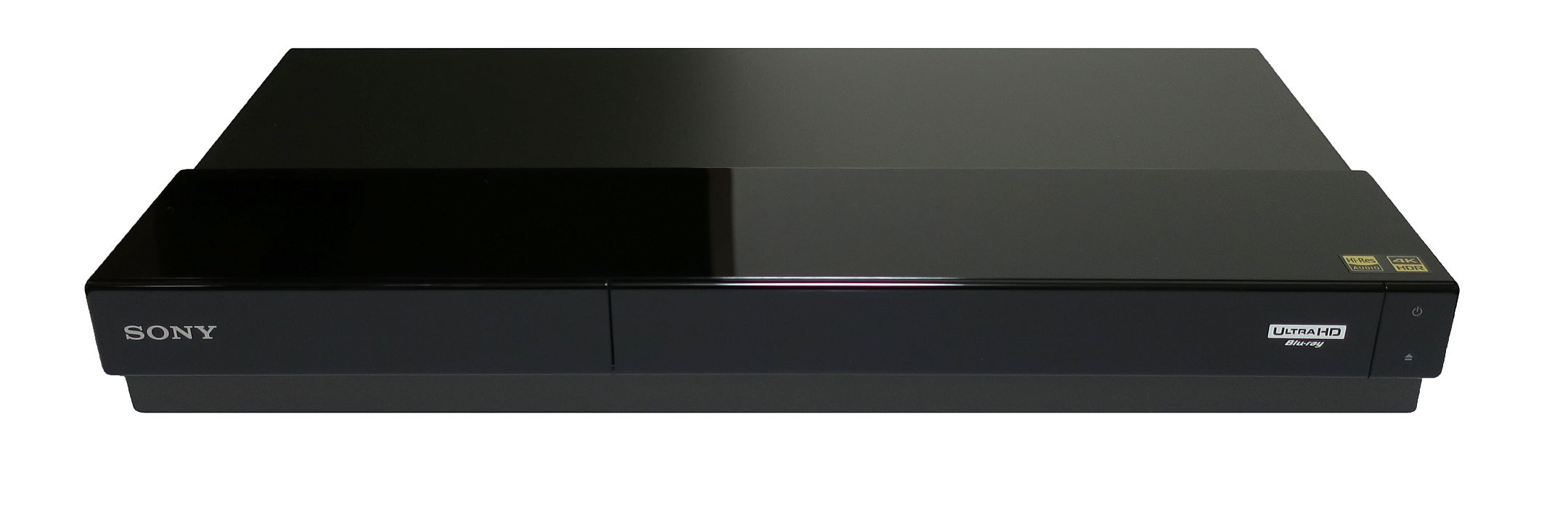
Sony BDZ-FT1000 Blu-ray Disc-Recorder und Ultra HD Blu-ray-Player

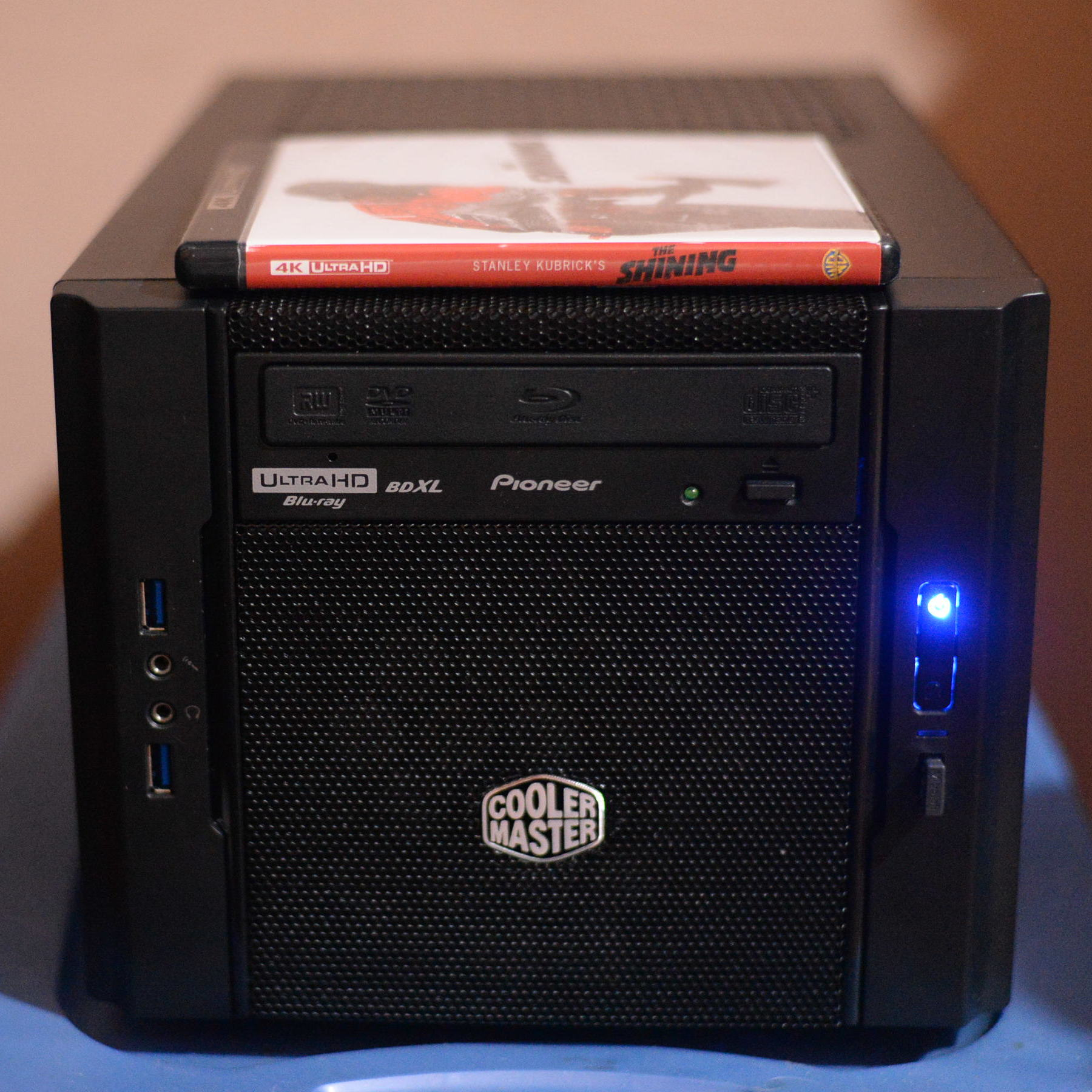
Ultra HD Blu-ray HTPC

Ultra HD Blu-ray ist ein optischer Datenspeicher für Filme in Ultra-HD-Auflösung. Er ist ein Nachfolger der Blu-ray Disc und wurde ebenfalls von der Blu-ray Disc Association spezifiziert. Für die drei- und vierlagige Ultra HD Blu-ray kann die Abkürzung BDXL verwendet werden. Die weltweit ersten Ultra-HD-Blu-ray-Filme kamen im März 2016 auf den Markt.

## Speichermedien
Die Spezifikation schreibt zwei- und dreilagige optische Datenträger mit 66 bzw. 100 Gigabyte Speicher, sowie vierlagige 128 Gigabyte fassende Scheiben vor. Abspielgeräte für das Vorgängerformat Blu-ray Disc können die neuen Medien nicht wiedergeben. Ultra-HD-Blu-ray-fähige Geräte sind jedoch zur Video-Variante der Blu-ray Disc abwärtskompatibel.
2008 gab es Pläne für Varianten mit 1 TB Speicherkapazität.

## Video und Wiedergabegeräte
Die namensgebende Ultra-HD-Auflösung beträgt maximal 3840 × 2160 Pixel. Im Gegensatz zum Vorgänger Blu-ray Disc wird außerdem ein hoher Kontrastumfang (HDR-10 bzw. Dolby Vision), eine höhere Bildwiederholrate und ein größerer Farbraum (ITU-R-Empfehlung BT.2020) unterstützt. 4K-Filme in 3D werden auf Ultra HD Blu-ray nicht unterstützt, konventionelle Blu-ray-Disc-Formate mit 3D können jedoch weiterhin wiedergegeben werden.
Als Videostandard kommt H.265 zum Einsatz. Zur Wiedergabe müssen Ultra-HD-Fernseher die Schnittstelle HDMI 2.0 besitzen. Voraussetzung ist außerdem der Kopierschutz HDCP 2.2.
Ultra HD Blu-rays lassen sich auf PCs nur mit aktivierter Sicherheitsfunktion Software Guard Extensions (SGX) wiedergeben. Dies liegt am Digital Rights Management (DRM), das die Blu-ray Disc Association vorgibt: Außer High-bandwidth Digital Content Protection (HDCP) 2.2 ab HDMI 2.0 und dem Kopierschutz Advanced Access Content System (AACS) 2.0 benötigen PCs auch die SGX-Erweiterung. Intel führte SGX mit der Skylake-Mikroarchitektur ein. Intel-Prozessoren der 11. und 12. Core-i-Generation beherrschen diese nicht mehr, alle Neulinge wie der Core i9-12900K eingeschlossen und können somit keine Ultra HD Blu-rays mehr wiedergeben. Ein Abspielen auf PCs mit AMD-Prozessoren ist auf Grund fehlender SGX-Unterstützung nicht möglich.
Die Neuauflagen der Xbox One – die Xbox One S und die Xbox One X, ebenso wie auch die neuen Spielekonsolen Xbox Series X und PlayStation 5, nutzen AMD-Prozessoren und können Ultra-HD-Blu-rays abspielen.

## Audio
Ultra HD Blu-ray unterstützt die objektbasierten Audioformate DTS:X und Dolby Atmos, außerdem das kanalbasierte Format Auro-3D.

## Digital Bridge
Optional können Anbieter von UHD-Blu-rays einen durch Digitale Rechteverwaltung (DRM) und Digitale Wasserzeichen geschützten Export („digital bridge“) zulassen, so dass Ultra-HD-Blu-ray-Filme auf Geräte wie Tablets übertragen werden können.